# René Duguay-Trouin
René Trouin, signore du Gué, detto anche Réné Duguay-Trouin o René du Guay-Trouin (Saint-Malo, 10 giugno 1673 – Parigi, 27 settembre 1736), è stato un nobile, ammiraglio e corsaro francese, Lieutenant-Général des armées navales du roi e commendatore nell'Ordine di San Luigi.

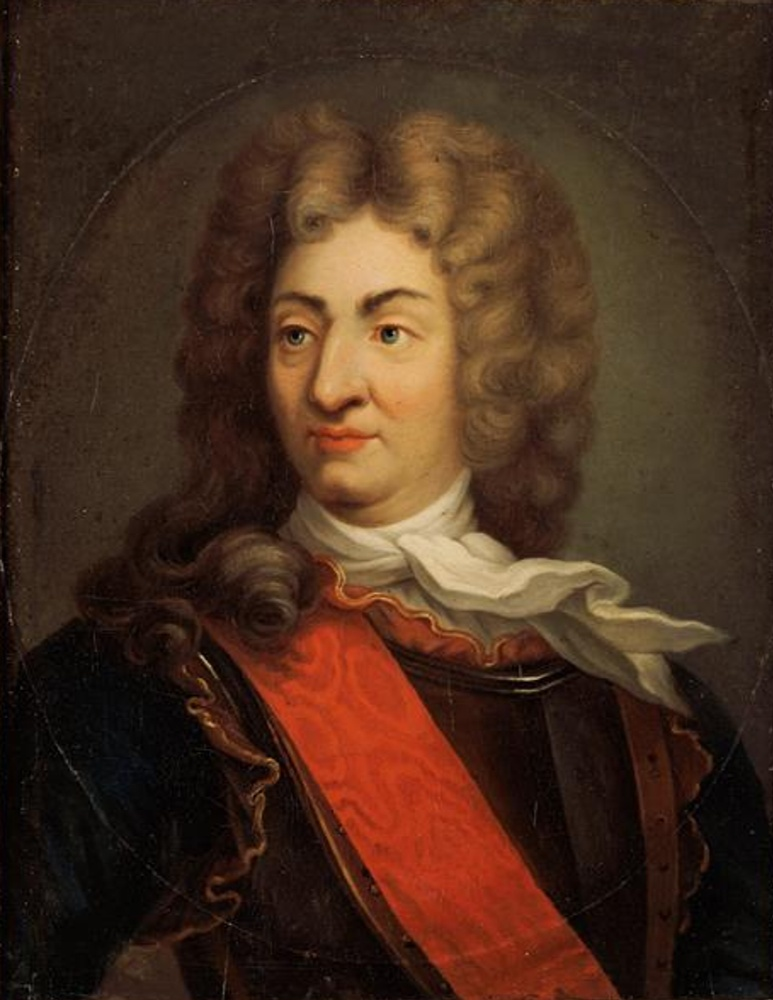
Ritratto di René Duguay-Trouin

Anche se offuscato dal nome del più famoso di tutti i corsari, Jean Bart, ha vissuto una vita molto avventurosa, ricca di avvenimenti sia militari, sia sentimentali. Sostanzialmente si tratta del classico personaggio "cappa e spada" che nei secoli XVII-XVIII era tutt'altro che una figura letteraria.

## Gli inizi della carriera

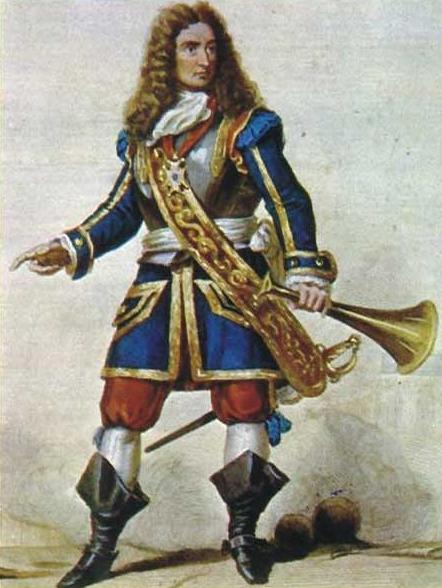

René nacque a Saint Malo nel 1673, uno dei porti favoriti dai corsari, ottavo di 10 fratelli. All'epoca era normale che vi fossero famiglie molto numerose, ma anche che la mortalità infantile le falcidiasse, cosa che accadde a 5 dei suoi fratelli, che non raggiunsero l'età adulta.
La sua famiglia era legata al mare, infatti erano sia armatori che corsari. Il padre, Luc Trouin, era quasi sempre per mare, essendo al tempo stesso capitano e armatore.

La madre, Marguerite Boscher, era il vero punto di riferimento della famiglia, che allevava, ma di cui curava anche gli interessi finanziari in assenza del marito.
La vita del mare affascinava il piccolo René, che passava ore a guardarlo fantasticando, specie mentre aspettava che il padre tornasse, cosa che in genere significava anche un dono riportato da chissà quale Paese esotico. Durante quelle ore, conobbe e fece amicizia con Barnabé Cloquemin, che diventerà suo grande amico e fedele compagno di avventure.
Tuttavia, all'alba della pubertà René ebbe nella sua vita degli importanti cambiamenti: a 14 anni, nel 1687, suo padre morì cinquantenne, logorato dalla durissima vita che i marinai all'epoca dovevano sopportare. Ma in quello stesso anno in cui il padre, che rappresentava il passato della sua vita, scompare, René vide i due famosi corsari Jean Bart e Claude de Forbin accolti nella sua città, dopo che, catturati dagli inglesi, erano riusciti a evadere da Plymouth e ad attraversare la Manica su di una scialuppa a remi.

All'epoca erano ancora giovani (37 e 32 anni) e nel pieno della loro carriera, per cui non mancarono di impressionare René e di fargli volare la fantasia lontano dalla vita monastica cui era destinato.
Infatti, avendo la sua famiglia il consolato francese a Malaga, avevano per amico l'arcivescovo di tale diocesi, il quale era fratello naturale del Re di Spagna. Per lui, che non era il primogenito, la carriera da prelato sembrava una via predestinata.
Ma il giovane René non si interessava di vita ecclesiastica, voleva solo una cosa: la vita del mare.

Dopo aver partecipato a bagordi e risse, ratti di ragazze ecc. a Rennes e a Caen, dove doveva studiare filosofia come materia propedeutica per la sua entrata in convento, accadde l'irreparabile: uccise in duello un rivale in amore.

A quel punto, la sua carriera ecclesiastica tramontò definitivamente e lui, tornato a Saint Malo, si imbarcò in fretta in una nave, la Trinité (che suona alquanto ironico visto il suo fallimento nella carriera ecclesiale) da 18 cannoni, armata dalla sua stessa famiglia, sotto il capitano Legoux, Era il 16 dicembre 1690 e René aveva sedici anni. La nave non era un mercantile: praticamente la famiglia Trouin si costruiva legalmente le navi che poi usava per azioni di pirateria. Il primo scontro fu contro gli Inglesi, e si concretizzò nella cattura di un bastimento carico di indaco e zucchero, ma subito dopo un fortunale investì il piccolo Trinité con tale forza che quasi lo affondò.

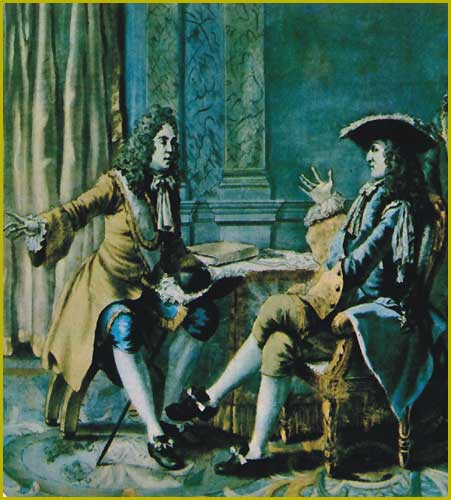

Una volta riparati i danni, il vascello in cui era imbarcato René tornò in azione, e dal momento che era scoppiata la Guerra della Lega D'Asburgo, con la Francia di Luigi XIV contro il resto dell'Europa, il primo scontro che venne sostenuto fu contro un'altra nave corsara, olandese, che venne costretta alla resa.
La Trinité catturò in seguito la François Samuel e la Seven Stars of Scotland. Duguay-Trouin dimostrò tale valore da essere nominato al comando della fregata Danycan, piccolo corsaro da 14 cannoni, poco dopo aver compiuto 18 anni.
Il 6 giugno 1692, il re gli diede il comando della nave Hermine, da quaranta cannoni. Catturò con quella cinque navi all'entrata della Manica.
Il comando successivo fu quello della Couqueten, che era in migliori condizioni della precedente e aveva 18 cannoni. Questa fu la nave che gli diede il primo grande successo: in collaborazione con un'altra nave corsara, venne attaccato un convoglio mercantile inglese scortato da 2 navi da guerra della Marina, che però non riuscirono ad impedire che ben 12 mercantili fossero catturati, anche se 2 vennero poi ripresti.
Dopo quest'incredibile azione, René ebbe il comando della Profond, i cui 32 cannoni non compensavano il cattivo stato della nave. La sfortuna si abbatté su di essa, e prima una epidemia mise fuori combattimento metà equipaggio, poi vi fu uno scontro durissimo con una nave svedese che di notte ha scambiato la francese per un'altra.
Fu costretto a far scalo a Lisbona, dove Duguay-Trouin si rivelerà ancora ben predisposto per le avventure galanti e i duelli. Sempre in quell'anno, il 1693, ebbe il comando della Hercules, da 28 cannoni.

Con questa ebbe uno dei suoi successi più importanti, perché proprio mentre esso aveva a bordo un grave malcontento, con gli ufficiali che premevano per rientrare a Saint Malo essendo stati per mare per troppo tempo senza successi, rivelò che in sogno vide ben 2 grandi navi venire incontro all'Hercules, e con ciò chiese altri 8 giorni di ricerca prima del rientro in porto. Il giorno dopo, caso o meno che fosse, la profezia che ebbe in sogno si realizzò, infatti i gabbiani che volavano nell'aria segnalavano l'avvicinarsi di 2 navi, che fermate si rivelarono cariche di oro, argento e avorio. Solo un fatto non era stato previsto dalla profezia; la Couqueten era in vista delle navi al momento dell'azione e per questo reclamò ed ebbe una parte della preda.
Tornato a Lisbona in varie occasioni, non perse l'occasione di far valere le sue doti di spadaccino e di amatore. Duellò addirittura con il capo cannoniere del Profond, costringendolo alla fuga; ma soprattutto nella sua città con un maestro d'armi francese, spalleggiato da 2 compagni, che riuscì a tenere in scacco fino a quando non vennero separati.
A Lisbona nel 1694 comandando la Diligente (36 cannoni) ebbe una relazione con una bella dama che però era già l'amante di un altro, un nobile. Non poté andare ad un appuntamento perché gli fu ordinato dall'Ambasciatore francese di far scappare 2 nobili portoghesi. Allora René mandò il suo amico a scusarsi del mancato appuntamento, e la dama gli diede come regalo per il suo capitano una tabacchiera con dei confetti alla cannella. Questi fecero passare un brutto guaio a bordo, perché a bordo, la cordiale atmosfera che vi era per i due ospiti portoghesi venne incrinata dall'esposizione di quella tabacchiera, quando il Conte de Prado intimò a René di dire da dove l'aveva presa, e con la complicità dell'amico si inventò istantaneamente una storia su furti e ricettatori. La cosa sembrò funzionare, ma così fu chiaro che l'amante' ufficiale della bella signora di René era proprio il conte de Prado.
Il 12 aprile 1694, a bordo della nave Diligente, coprì la fuga del convoglio che stava scortando ma fu sconfitto da uno squadrone di sei navi comandato dall'ammiraglio David Mitchell. La Diligente, a malapena a galla e perduta la maggioranza dell'equipaggio, fu costretta ad arrendersi. Duguay-Trouin fu preso prigioniero e condotto a Plymouth.

### Prigionia a Plymouth
Durante il 1694 Duguay-Trouoin ritornò anche alla guerra come corsaro. Al comando della Diligente vi fu un'azione contro una nave inglese da carico, scortata dal vascello Prince of Orange, con i suoi 56 cannoni. La tattica del corsaro francese fu quella di mostrare la bandiera inglese per riuscire ad avvicinarsi alla nave inglese e spararle per prima, ma alla fine decise di rinunciare: il bastimento trasportava legname e carbone, come si riuscì in qualche modo a stabilire, e così la nave francese scappò via senza nemmeno aver ammainato la bandiera, con una salva di qualche cannone tiratale dietro dal vascello inglese.
La fortuna non era stata dalla parte dei francesi, ma andò anche peggio quando 15 giorni dopo, il 12 maggio 1694, Duguay su ritrovò in mezzo ad una fitta nebbia, preso tra la costa inglese e 6 grosse navi inglesi. IL comandante volle addirittura andare all'assalto di una di queste, dopo che una cannonata abbatté parte dell'alberatura impedendo la fuga. Però la mossa non funzionò per un fraintendimento sulla rotta da seguire, e la nave venne tempestato da una tempesta di cannonate tirate dagli efficienti cannonieri inglesi. L'equipaggio francese addirittura scappò dentro la stiva per ripararsi dai proiettili, tanto che il comandante li stanò 'a colpi di granata a mano'.

Ma ormai era tardi, e la bandiera di combattimento venne ammainata, così che non fosse possibile, per le leggi di guerra dell'epoca, di rialzarla ancora. In più, Duguay venne ferito ad una gamba da una fucilata. Alla fine, la nave si arrese, e il comandante Duguay venne portato a bordo la nave inglese Monck dove venne accolto con ogni riguardo, tanto che gli venne addirittura ceduta la cabina del capitano.
La nave attraccò a Plymouth, dove si continuò a trattare l'illustre prigioniero in maniera eccessivamente liberale, con la libertà di muoversi per la città e non scappare dalla cerchia di mura, solo sulla parola. L'arrivo in porto del comandante della Prince of Orange, però, cambiò le cose, perché l'inglese non aveva dimenticato il trucco della finta bandiera inglese. Così pretese che René venisse rinchiuso in prigione, cosa che in effetti venne accordata. La prigionia però non era particolarmente dura, e poteva vedersi con dei visitatori, tra cui la bella mercantessa che aveva incontrato per Plymouth. Uno dei carcerieri del corsaro francese era innamorato della bella signora che veniva a trovarlo, e il francese si arrangiò subito nel caso specifico: se non evadeva, non era detto che non sarebbe stato impiccato per l'uso sleale della bandiera.

Sfruttò il cuore innamorato del guardiano, gli organizzò un incontro con la signora, che era complice nel tentativo di fuga, ma riuscì ad uscire dalla cella anche lui per tale incontro, e scappò rocambolescamente. Vi era ad attenderlo l'amico Barnabé e un altro ufficiale, che erano liberi anche loro di muoversi per la città. La scialuppa fornita da un altro amico: un capitano svedese, con armi e viveri, fu la salvezza. imbarcati in tutto 4 persone, a forza di remo attraversarono la Manica, evitando di poco la localizzazione da parte di una fregata inglese, grazie alla nebbia, poi raggiunsero la Bretagna mentre dopo aver evitato di affondare per via di acqua entrata a bordo e tornò a Saint-Malo.
Fu accompagnato nella fuga dal tenente Nicolas Thomas, dal medico Lhermite, da Pierre Legendre e dal quartiermastro.

### Altre missioni
Poco dopo, Duguay riprese il mare, ben deciso a 'vendicarsi' della sconfitta subita dagli Inglesi. Così prese il mare con la FRANCOIS, da 48 cannoni, che lo attendeva a Rochelle.
Il 3 gennaio del 1695, al largo di Ouessant, intercettò 2 vascelli inglesi, ciascuno con una quarantina di cannoni, che scortavano un gruppo di mercantili. Questi scapparono, ma nonostante l'inferiorità numerica, la nave francese conquistò il NONSUCH.
Grazie anche a questa azione, viene inviato a Parigi e viene accolto da Luigi XIV, che gli donò una spada. Oramai i corsari erano l'unica forma di guerra navale possibile alla Francia sui mari, dopo la sconfitta di Le Houge, 1692.
Tale vittoria inglese spinse i francesi a rivolgersi alla guerra sui mari contro il traffico mercantile, cosa che venne svolta in maniera molto efficace, tanto che gli inglesi finirono in stallo di fronte alla depredazione delle loro linee mercantili, e si ritrovarono più in difficoltà contro questa 'minaccia asimmetrica' che contro la flotta da guerra francese.
Con la nave catturata agli inglesi, ribattezzata Sans Pareil, René ripartì per un'ennesima azione. Seppe infatti da un capitano norvegese, che 2 grosse navi olandesi attendevano la scorta britannica per partire in alto mare, ancorate al largo di Vigo.
Dal momento che la nave francese non aveva cambiato, come spesso accadeva, il nome dipinto sulla fiancata, il corsaro francese ebbe la brillante idea, tutt'altro che leale, di presentarsi come la nave di scorta per le 2 olandesi. Queste la scambiarono per ciò che affermava d'essere, ma solo per venire catturate e utilizzate da equipaggi da preda.

Ma poco dopo accadde che si incontrarono con 'vere' navi inglesi, 2 vascelli e 1 fregata. Duguay si avvicinò alle navi inglesi, dimostrando di essere 'uno di loro', ma il comandante della fregata non ci vide chiaro e cercò di avvicinarsi alle 2 navi olandesi, lasciate in lontananza dietro la Sans Pareil. Allora, prima che il trucco si svelasse, Dugay considerò di gettare la maschera: infatti era quasi il tramonto e con l'oscurità si poteva sperare un disimpegno: cambiò rotta, si avvicinò alla fregata, issò la bandiera francese e le sparò una bordata a bruciapelo, poi girò attorno e sparò una seconda bordata sull'altro lato. Messa fuori uso la nave, scappò nell'oscurità con le sue navi olandesi, sfuggendo ai lenti vascelli, mentre la fregata non era più in grado di inseguirlo.
Questa ennesima azione di successo lo vide nominato Capitano di fregata leggera della Marine Royale francese, ovvero entrò in servizio effettivo nella flotta 'ufficiale' del Re.
Nel 1697 la Pace di Ryswick sospese la guerra di corsa e Duguay-Trouin passò il suo tempo a Saint-Malo con le donne. Fu coinvolto in un duello con un gentiluomo, Charles Cognetz, per una questione di gioco. Entrambi furono portati di fronte all'ufficiale di polizia, M. de Vauborel, che esplicitamente proibì ogni ulteriore violenza.

## La guerra di Successione spagnola
Nel 1702, allo scoppio della guerra di successione spagnola, Duguay-Trouin comandò la Bellone e la Railleuse. Divenne quindi ufficiale nella Marina reale francese.
Nel 1703 visse l'azione più ambiziosa, quella di attaccare e conquistare la flotta di pescherecci olandesi dello Spitzberg. Ma la spedizione non ebbe fortuna. Partito con l'Eclatant e con 2 altre navi, si vide arrivare addosso una quindicina di bastimenti che sulle prime sembravano mercantili, ma che in realtà erano navi da guerra olandesi. La nave di Duguay riuscì a salvare a stento le sue compagne che essendo più lente vennero raggiunte da 5 navi nemiche. Legate le vele si frappose tra inseguitori e inseguiti, disalberò una nave olandese con una bordata, e poi slegando le vele, accelerò e scappò via, salvando con estremo coraggio la sua formazione. Ma la missione non ebbe ugualmente successo, i 200 pescherecci d'altura olandesi concentrati nel porto di Greehaven non vennero mai catturati, invece le navi vennero portate dalle forti correnti fino quasi all'Artico. Dopo lunga e stentata navigazione la flotta francese tornò in Patria con la sola consolazione di avere evitato guai peggiori.
Nonostante questo mancato successo, venne nominato capitano di vascello, e poi cavaliere di San Luigi.
Nel 1704 catturò sulle coste d'Inghilterra un vascello da guerra da 54 cannoni e dodici navi mercantili.
Il 22 giugno 1705 partì con 3 vascelli, Lis, Achilels, Jason, e 3 fregate, e facendo rotta a Sud andò alla ricerca di navi portoghesi provenienti dal Brasile.

### La battaglia contro laDevonshiree contro Forbin
Nell'ottobre di quell'anno si imbarcò per intercettare la flotta da carico inglese diretta con un corpo di spedizione in Portogallo. Si trattava di una forza di 200 navi mercantili circa, scortate da 5 vascelli inglesi. La potenza di fuoco delle navi inglesi era molto elevata, ma i francesi si impegnarono a fondo e riuscirono a sconfiggere gli inglesi.

La flotta francese comprendeva le 6 navi di René Duguay-Trouin, ma anche le 6 unità di un altro scuffiala, Forbin. Questo si attardò a manovrare la sua squadra, mentre Duguay andò all'attacco per cercare di intercettare le navi inglesi da carico.

Ma la battaglia fu durissima. La Devonshire in particolare, con i suoi 80 cannoni, si dimostrò un avversario micidiale, ma alla fine, mentre stava per essere abbordata, un incendio la fece saltare in aria, con tutto l'equipaggio tranne 3 marinai. La Lis, la nave di Duguay venne danneggiata gravemente, come anche il resto della squadra.

Ma quando giunse in porto seppe che il Forbin aveva annunciato la cattura delle navi inglesi come sua conquista personale. Vi fu un durissimo scontro verbale tra i 2, pacificato dal Re in persona a Versailles.
Capitano di vascello nel 1706, attaccò con tre navi una flotta brasiliana al largo di Lisbona, che era carica di viveri e munizioni e scortata da dieci navi da guerra: il combattimento durò due giorni.

### L'impresa di Rio
A quel punto della carriera, Duguay aveva ottenuto praticamente tutto quello che poteva desiderare, a livello personale, ma ancora trentaquattrenne era tutt'altro che disinteressato ad altre, sia pure rischiose missioni. Obiettivo: Rio de Janeiro.

Questa città era già stata attaccata dai francesi, ma dopo lo sbarco erano stati sconfitti pesantemente e centinaia di loro erano tenuti prigionieri, mentre lo sfortunato loro comandante venne addirittura assassinato. Si trattava di conquistare questa città e i dintorni e liberare i prigionieri connazionali.  Dovettero essere superati problemi di ordine finanziario, gelosie, intrighi, grazie anche all'appoggio del Re che assicurò la partecipazione della marina in cambio di un quinto dei profitti eventuali. Il 3 giugno 1711 la missione partì da Brest, sfuggì alla sorveglianza della flotta inglese, e le 13 navi della missione, 7 vascelli e 6 fregate, arrivarono davanti a Rio de Janeiro il 12 settembre.
La battaglia iniziale fu segnata dalla sorpresa, con le navi francesi che si incunearono nella baia di Rio senza nemmeno rispondere al fuoco dei portoghesi, subendo perdite ma impressionando talmente i loro avversari, che essi arenarono le loro navi per timore di subire l'abbordaggio. Seguì uno sbarco sull'Isola delle Capre con 500 uomini, che subito iniziarono a installarvi una batteria costiera. Il giorno dopo arrivarono a terra 3200 francesi, che iniziarono ad a conquistare la città e i dintorni. Una delle 3 brigate in cui era ripartito il corpo di spedizione era comandata dallo stesso René Duguay-Trouin.

La battaglia definitiva si ebbe solo il 19 settembre, quando i portoghesi contrattaccarono con 1500 uomini, ma dopo le prime azioni di successo, Duguay riuscì a far respingere l'attacco grazie anche all'appoggio dei 5 mortai e 24 cannoni installati sull'Isola delle Capre. Il 20 settembre tutto era finito, e cominciò il saccheggio della città.

A quel punto il governatore portoghese, Don Francisco Castro Morais che per guadagnare tempo mandò un padre gesuita a trattare, fino a quando i francesi minacciarono di distruggere la città a cannonate. Rio non poteva essere tenuta a lungo da Duguay e i suoi uomini, che accettarono un riscatto di 610.000 crusadi e altre mercanzie, per un totale di 600 tonnellate. Le navi francesi si portarono via anche molti superstiti della spedizione precedente, che erano rimasti imprigionati nel frattempo nelle fortezze locali. Ma se il viaggio ebbe fortuna all'andata, e la guerra fu breve e vittoriosa, a quel punto si manifestò la malasorte. 2 delle navi vennero però perdute durante la rotta del ritorno, una delle quali era comandata da uno dei più cari amici di René, e per giunta trasportava 600.000 lire in oro e argento.
Dopo la vittoria ottenuta, il Re concesse a Trouin una pensione di 2000 lire e la nomina a chef d'escadre.

### Gli ultimi anni
Al termine della sua carriera comandò la flotta di base a Saint-Malo, quindi quella di Brest, la flotta dell'Oriente; nel 1731 ebbe l'incarico di reprimere le scorrerie dei corsari barbareschi di Tunisi che minacciavano i commerci francesi nel Mediterraneo, ed infine ebbe il comando del porto di Tolone. 
Questa nomina giunse nel 1715, ma in quell'anno vi occorse anche la morte dell'amato sovrano Luigi XIV. Il successore Luigi XV inviò Duguay-Trouin a incutere il dovuto timore della bandiera francese ai corsari nordafricani, ma la missione si rivelò una sorta di passeggiata. Fu l'ultima delle missioni di Trouin, e avvenne nel 1731. Gli ultimi 25 anni della sua vita, dove prematuramente raggiunse i più ambiziosi obiettivi, furono per il resto assai anonimi, sostanzialmente si ritirò a vita privata.
La triste decadenza fisica del corsaro avvenne progressivamente, a causa di gotta, emicranie e altri disturbi. Morì il 27 settembre 1736 munito dei conforti religiosi, in casa sua, a Rue Richelieu a Parigi. Sul letto di morte vi erano, a piangerlo, la vecchia governante Nanon, che tra le tante donne avute fu l'unica a restargli vicino fino alla fine, e Francillon, un orfano di 4 anni che René riconobbe come figlio e erede, anche se non era realmente figlio suo. Una morte discreta e solitaria per il grande capitano di tante navi, che non ebbe mai una famiglia sua.
La salma venne inumata nella chiesa di Saint Roch, a Parigi, ma nel 1973 è stata traslata nella cattedrale di Saint-Malo.

## I titoli
Luigi XIV gli conferì una spada d'onore nel 1694, e lo fece nobile nel 1709, col motto Dedit haec insigna virtus ("Il valore gli diede queste insegne"). A quel tempo aveva catturato 16 navi da guerra e oltre 300 mercantili inglesi e olandesi.
Tra le navi che ne hanno perpetuato il lungo nome, vi fu il Duguay-Trouin, incrociatore di prima classe del periodo 1877-1899, con motrici a vapore e 3 alberi, e un altro incrociatore, veloce e ben armato da 7365t. standard, con 8 cannoni da 155/45mm., 4 da 75 A/A. e impostazione nel 1922, con entrata in servizio 4 anni più tardi.